# RENFE AVE S 103
S 103 - швидкісний поїзд розроблений німецькою компанією Siemens на базі Siemens Velaro спеціально для Іспанії. Поїзди експлуатує компанія AVE якою керує державна залізнична компанія RENFE.